# Schlössle Oeffingen

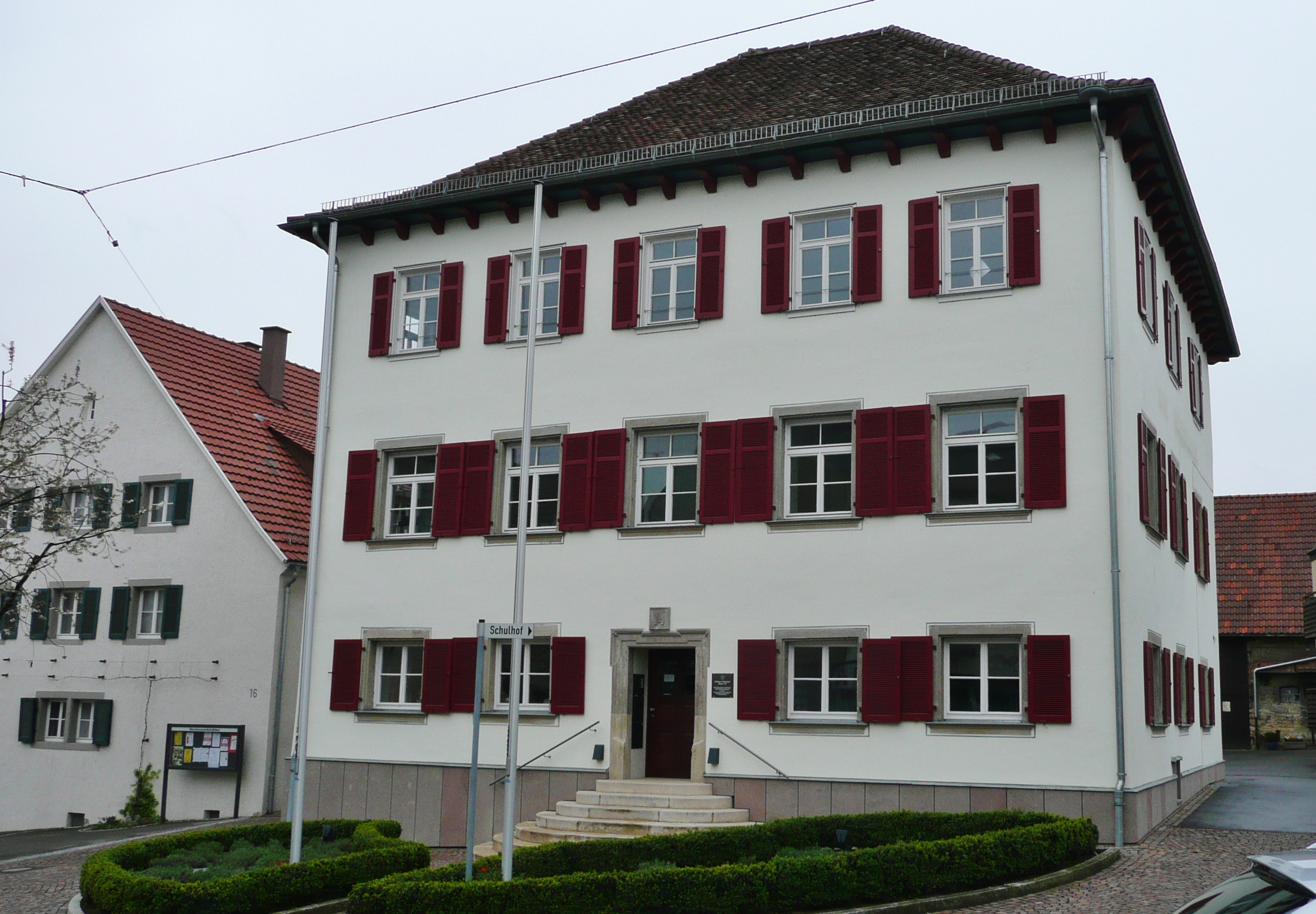
Schlössle Oeffingen

Das Schlössle Oeffingen ist ein ehemaliger, kleiner Adelssitz in Oeffingen, einem Ortsteil der Stadt Fellbach im baden-württembergischen Rems-Murr-Kreis. Das Gebäude (Schulstraße 14) gehörte einst den Herren von Neuhausen und beherbergt ein Heimatmuseum sowie Räumlichkeiten für Vereine als auch für private Feierlichkeiten.

## Geschichte
Der schlichte, quadratische, dreigeschossige Bau mit verputzten Wänden geht in seinen ältesten Teilen auf ein repräsentatives Wohnhaus aus dem 16. Jahrhundert zurück. Das Vorgängerbauwerk entstand wohl um 1500 und wurde zu Beginn des 18. Jahrhunderts abgetragen. Die Herren von Neuhausen bauten das Anwesen im Stile des Barock bis 1717 wieder auf. Der Adelssitz wurde 1809 von der Gemeinde Oeffingen gekauft und ab 1810 als Rathaus und Schule genutzt. Im Jahre 1827 ließ die Gemeinde das Gebäude umbauen und vergrößern: Es wurde durch eine Fachwerkkonstruktion in westliche Richtung vergrößert, aufgestockt und mit einem Walmdach ausgestattet. Allerdings blieben im ersten Obergeschoss Teile der alten, barocken Ausstattung erhalten, beispielsweise Stuckdecken. Als Schul- und Rathaus diente das Schlösschen bis kurz vor dem Ersten Weltkrieg. 1912 wurde das Gebäude erneut umgebaut und modernisiert. Nach dem Umbau entstanden im Untergeschoss Geschäftsstellen lokaler Vereine, in den oberen Etagen wurden Wohnungen für Lehrkräfte eingerichtet. In den 1980er Jahren wurde das Schlössle teilweise baufällig; die Decken waren Marode und vom Hausschwamm befallen. Die Sanierung erwies sich als schwierig und kostspielig und ging nur schleppend voran, sodass das Gebäude zeitweise leer stand. Ein Abriss des ortsbildprägenden Schlösschens kam aber nicht in Frage. Die Deutsche Stiftung Denkmalschutz und die Denkmalstiftung Baden-Württemberg unterstützten die Instandsetzung. 2007 konnten die Arbeiten erfolgreich abgeschlossen werden.

Bilder
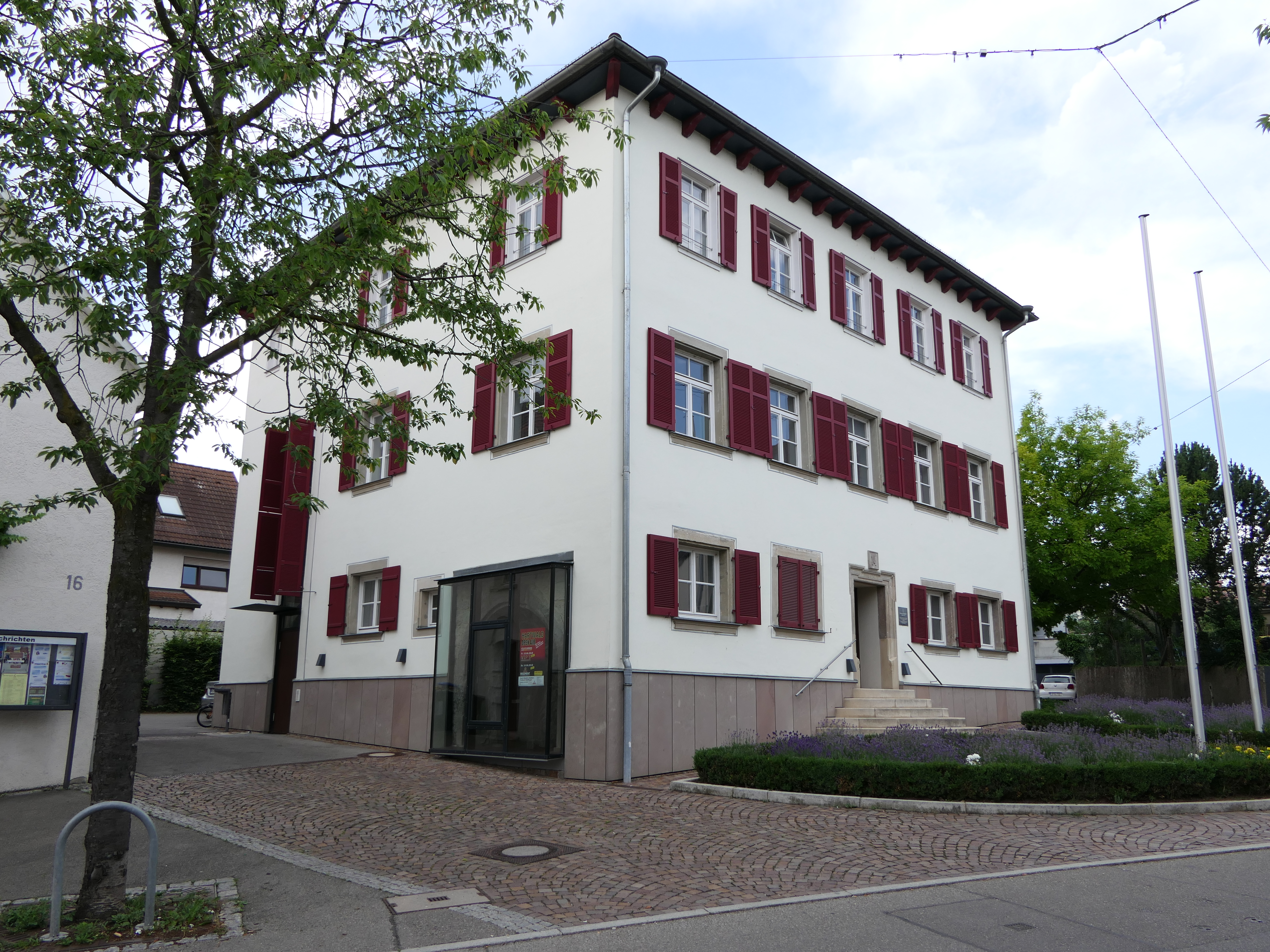
Zustand 2012
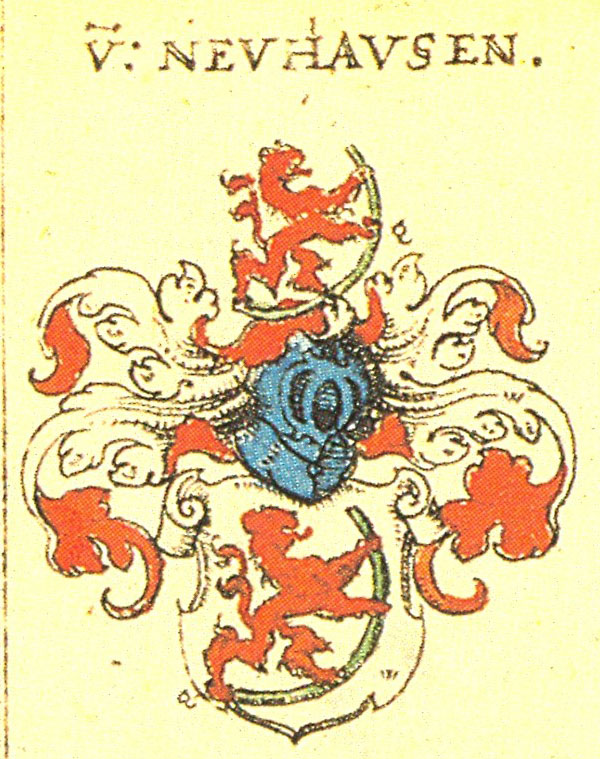
Wappen derer von Neuhausen